# Vanderbilt (Teksas)
Vanderbilt je naseljeno mjesto za statističke potrebe u američkoj saveznoj državi Teksas. Prema popisu stanovništva iz 2010. u njemu je živjelo 395 stanovnika.